# Jetstar Japan
Jetstar Japan (株式会社?, Jettosutā Japan kabushiki-gaisha) è una compagnia aerea giapponese con sede a Narita, grande centro abitato della prefettura di Chiba.
Fondata nel 2011, dopo aver inizialmente programmato l'inizio delle attività alla fine del 2012, ha operato il primo volo di linea il 3 luglio 2012, in anticipo rispetto a quanto previsto. La compagnia aerea opera voli con destinazioni in tutta la regione Asia-Pacifico, utilizzando una flotta di velivoli Airbus A320.

## Storia

### Lancio (2012-2014)

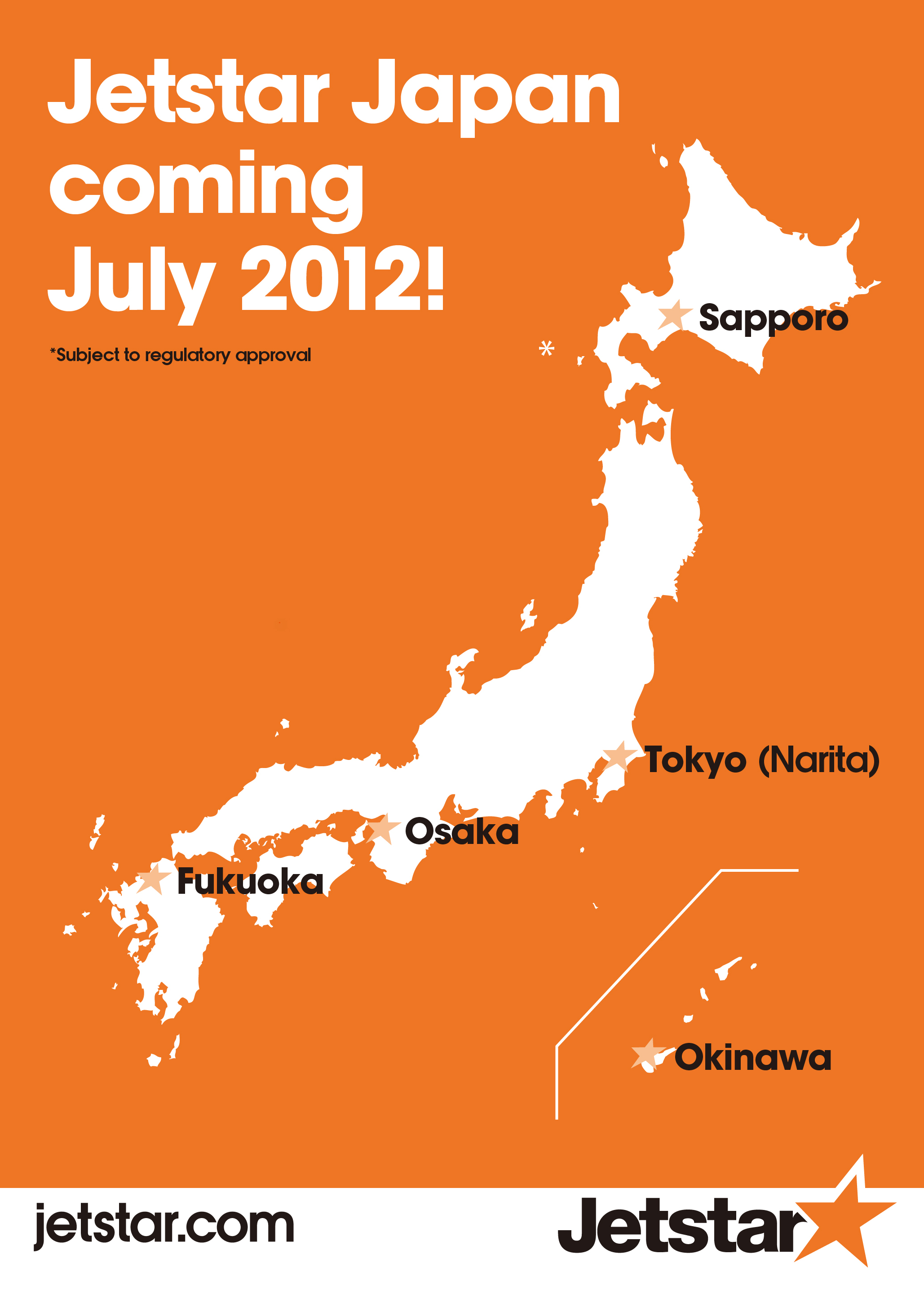
Il manifesto promozionale della compagnia, pubblicato nel 2012.

Nel marzo 2012, Jetstar Japan ha annunciato che avrebbe iniziato le operazioni il 3 luglio 2012 utilizzando l'aeroporto Internazionale Narita di Tokyo come base. Il 6 aprile 2012, la compagnia ha ottenuto il certificato di operatore aereo dal Ministero giapponese del territorio, delle infrastrutture e dei trasporti (MLITT). La prima rotta servita è stata tra Tokyo Narita e Fukuoka il 3 luglio 2012, mentre i servizi tra Tokyo Narita e Okinawa (aeroporto di Naha), Osaka (Kansai) e Sapporo (New Chitose) sono iniziati il 9 luglio 2012. Servizi da Osaka Kansai a Fukuoka e Sapporo seguirono il 24 agosto 2012.
La compagnia ha anche annunciato che avrebbe stabilito una seconda base all'aeroporto Internazionale del Kansai a Osaka e ha iniziato i servizi tra Osaka-Kansai e Okinawa il 28 ottobre 2012. La base del Kansai sarebbe dovuta essere inaugurata il 18 luglio 2013, ma l'apertura è stata posticipata a causa problemi relativi al miglioramento delle procedure di manutenzione a seguito di un avvertimento del MLITT. Nel luglio 2013, l'amministratore delegato della compagnia (CEO) Miyuki Suzuki (鈴木 み ゆ き, Suzuki Miyuki) ha annunciato che la strategia di Jetstar Japan si sarebbe concentrata sul mercato interno da Tokyo Narita per il prossimo futuro e che la società avrebbe cercato di ottimizzare il suo programma per i collegamenti con i voli internazionali operati dalla Jetstar Airways con sede in Australia.
In attesa dell'approvazione della base del Kansai, Jetstar Japan ha aperto una serie di rotte domestiche aggiuntive da Tokyo Narita e ha annunciato la creazione di una nuova base presso l'aeroporto Internazionale Chubu Centrair di Nagoya. Il 31 marzo 2013, Jetstar ha lanciato i servizi tra Tokyo Narita e Oita e Kagoshima, aggiungendo anche tre rotte da Nagoya Centrair a Fukuoka, Sapporo e Kagoshima nello stesso giorno. Il 31 maggio 2013 sono iniziati i servizi da Tokyo Narita e Nagoya Centrair a Kagoshima, mentre l'11 giugno 2013 l'aeroporto di Matsuyama è diventato la nona destinazione di Jetstar Japan con servizi per Tokyo Narita.
La base di Jetstar Japan presso l'aeroporto internazionale del Kansai di Osaka è stata infine aperta nel giugno 2014, in concomitanza con un aumento delle frequenze sulle rotte esistenti tra l'aeroporto e Fukuoka, Okinawa, Sapporo e Tokyo Narita.
In seguito all'apertura della base della compagnia aerea a Osaka nel giugno 2014, il CEO Miyuki Suzuki ha confermato che le consegne dei restanti A320 sarebbero state rallentate e diffuse durante il successivo anno fiscale. Ha anche affermato che Jetstar Japan intendeva iniziare le operazioni internazionali nella successiva stagione invernale.
Nel luglio 2014, Jetstar Japan ha annunciato l'istituzione di accordi di code-share e un programma frequent flyer in comune con la Japan Airlines. Ciò ha consentito alla compagnia di distinguersi dai tradizionali vettori low cost, come Peach e Vanilla Air, entrambi affiliati ad All Nippon Airways ma privi di accordi simili con ANA. Inoltre, Jetstar Japan ha iniziato a offrire collegamenti internazionali con Japan Airlines e Jetstar Airways con sede in Australia. Da ottobre 2014, American Airlines si è unita come partner in code-share, seguita dall'altra compagnia aerea della compagnia madre di Jetstar Japan, Qantas, che si è unita come partner in code-share nel gennaio 2015.

### Espansione (2014-presente)
Il 3 dicembre 2014, Jetstar Japan ha annunciato l'inizio dei servizi internazionali a lungo ritardati, con il suo primo che collegava Osaka con l'aeroporto Internazionale di Hong Kong. Il servizio era stato pianificato per essere trisettimanale. Il 16 marzo 2015 è stato annunciato che i servizi per Hong Kong sarebbero aumentati con due frequenze settimanali aggiuntive, con un totale di cinque voli settimanali dal 18 luglio 2015 al 31 agosto 2015 e quattro voli settimanali dal 1º settembre 2015 al 24 ottobre 2015. Il 21 gennaio 2015, Jetstar Japan ha annunciato che un nuovo servizio giornaliero tra Nagoya Centrair e Okinawa sarebbe iniziato il 29 marzo 2015. Tuttavia, la quantità netta di servizi da Nagoya Centrair doveva rimanere la stessa, con il servizio per Okinawa che avrebbe sostituito uno dei due servizi giornalieri per Kumamoto. A sua volta, il numero di partenze giornaliere dall'aeroporto di Kumamoto si è ridotto da sei a cinque.
Il 1º aprile 2015, il CEO Miyuki Suzuki si è dimesso lasciando il posto a Gerry Turner. Masaru Kataoka ha assunto il ruolo di presidente dell'azienda.
Il 7 aprile 2015, Jetstar Japan ha annunciato il suo primo servizio internazionale da Tokyo, con l'inizio del servizio tra Tokyo Narita e l'aeroporto Internazionale di Hong Kong inizialmente con una frequenza di tre voli settimanali a partire dal 1º giugno 2015 (diventati quotidiani da settembre). Il 5 agosto 2015, la compagnia trasportò il suo decimilionesimo passeggero. Il 19 agosto 2015, è stato annunciato che i servizi tra Nagoya Centrair e Kumamoto insieme al servizio giornaliero tra Osaka e Oita sarebbero stati interrotti alla fine della stagione estiva il 25 ottobre 2015. Il 13 ottobre 2015, la compagnia ha annunciato che i servizi verso Taipei sarebbero iniziati da Tokyo Narita, Osaka Kansai e Nagoya Centrair.
Nel 2016, la compagnia aerea è diventata la prima low cost giapponese a servire Manila, Filippine, che era anche la sua terza destinazione internazionale. Tuttavia, il 1º luglio 2016, Jetstar Japan ha interrotto il servizio tra Osaka Kansai e Manila, mentre i servizi per Manila da Nagoya e Tokyo Narita sono stati temporaneamente sospesi fino al 1º settembre 2016.
Il 9 agosto 2016, Jetstar Japan ha ottenuto l'approvazione dall'Amministrazione dell'aviazione civile cinese per servire quattro rotte tra il Giappone e la Cina, tra cui Tokyo e Osaka per Shanghai e Canton, rispettivamente. Il 23 agosto 2016, la compagnia ha confermato di aver realizzato il suo primo profitto e ha anche annunciato piani per aumentare la sua flotta dagli attuali 20 aeromobili a 28 nei successivi tre anni.
Il 27 novembre 2018, Jetstar Japan ha annunciato che stava valutando l'apertura di una quarta base in Giappone, dopo Tokyo Narita, Osaka Kansai e Nagoya Centrair. Il 30 novembre 2018, tre Airbus A321LR sono stati assegnati a Jetstar Japan tra i 18 A321LR ordinati da Qantas per le sue compagnie aeree affiliate del gruppo Jetstar, con la consegna dei jet originariamente prevista per la metà del 2020, ma successivamente rinviata ad almeno il 2021. A differenza degli A321LR di Jetstar Airways con una capacità di 232 posti a sedere, Jetstar Japan ha riferito che i suoi avranno una capacità di 238 posti.
Nell'aprile 2019, Jetstar Japan ha annunciato una nuova rotta domestica tra Tokyo Narita e l'aeroporto di Shonai, a partire dal 1º agosto 2019. Nel giugno 2020, uno degli Airbus A321LR della compagnia aerea è stato mostrato alla linea di produzione di Airbus in una livrea rivista.

## Identità aziendale
La sede principale di Jetstar Japan è a Narita, nella prefettura di Chiba. La compagnia è di proprietà di Qantas (33,3%), Japan Airlines (33,3%), Mitsubishi Corporation (16,7%) e Century Tokyo Leasing Corporation (16,7%). La capitalizzazione totale impegnata per la nuova compagnia aerea è stata stimata essere di ¥ 12 miliardi.
Nel novembre 2013, Qantas e Japan Airlines hanno iniettato ciascuna 5,5 miliardi di yen di nuovo capitale sotto forma di azioni senza diritto di voto. Ciò ha mantenuto la struttura proprietaria la stessa, tuttavia l'interesse economico di Qantas e Japan Airlines in Jetstar Japan è salito al 45,7% ciascuna.
Nel novembre 2014, Qantas e Japan Airlines hanno concordato di iniettare ulteriori 5,5 miliardi di yen di nuovo capitale sotto forma di azioni senza diritto di voto. Questo conferimento di capitale doveva essere effettuato in due tranche ed è stata la seconda ricapitalizzazione in meno di un anno. L'emissione di azioni senza diritto di voto ha mantenuto la stessa struttura proprietaria, tuttavia l'interesse economico di Qantas e Japan Airlines in Jetstar Japan è salito al 47,1% ciascuna. La prima tranche per un totale di 7 miliardi di yen è stata iniettata nel novembre 2014, mentre la seconda di 4 miliardi di yen è stata pagata nel luglio 2015.
Nell'agosto 2015, all'annuncio dei risultati finanziari annuali di Qantas, è stato rivelato che ulteriori iniezioni di capitale sarebbero avvenute in Jetstar Japan per un totale di 10 miliardi di yen. Non sono state annunciate date per l'immissione del capitale, anche se era previsto che fosse fatto in due tranche, la prima da 7 miliardi e la seconda da 3 miliardi di yen.

## Destinazioni

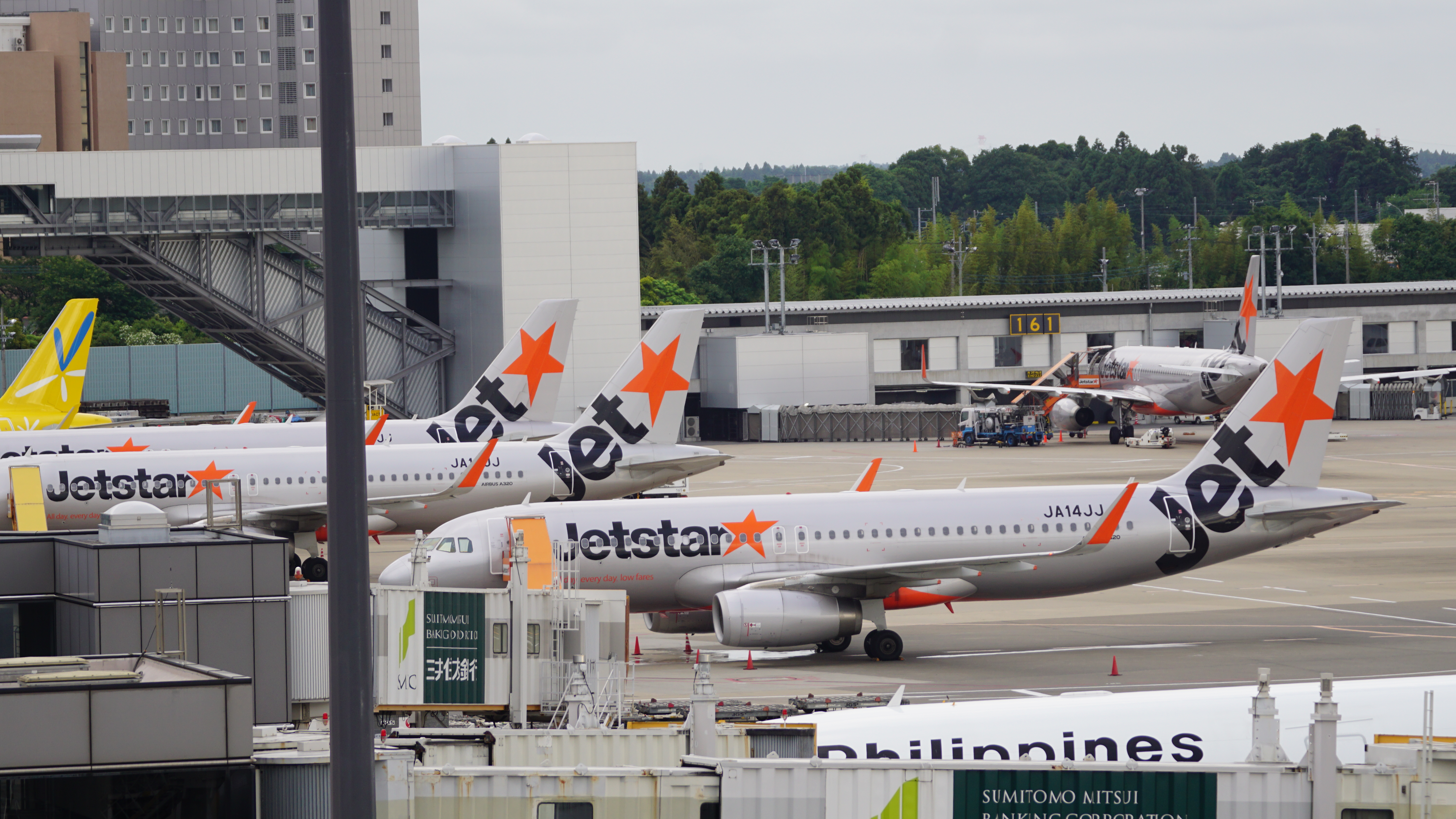
Alcuni Airbus A320 della compagnia a Narita nel 2017.

Jetstar Japan vola verso 20 destinazioni nella regione dell'Asia Pacifica. Sebbene la compagnia aerea operi principalmente voli nazionali all'interno del Giappone, opera anche voli internazionali verso Cina, Hong Kong, Filippine e Taiwan.

### Accordi di code-share
Al 2021, la compagnia ha accordi di code-share con:
- American Airlines
- Japan Airlines
- Qantas

## Flotta

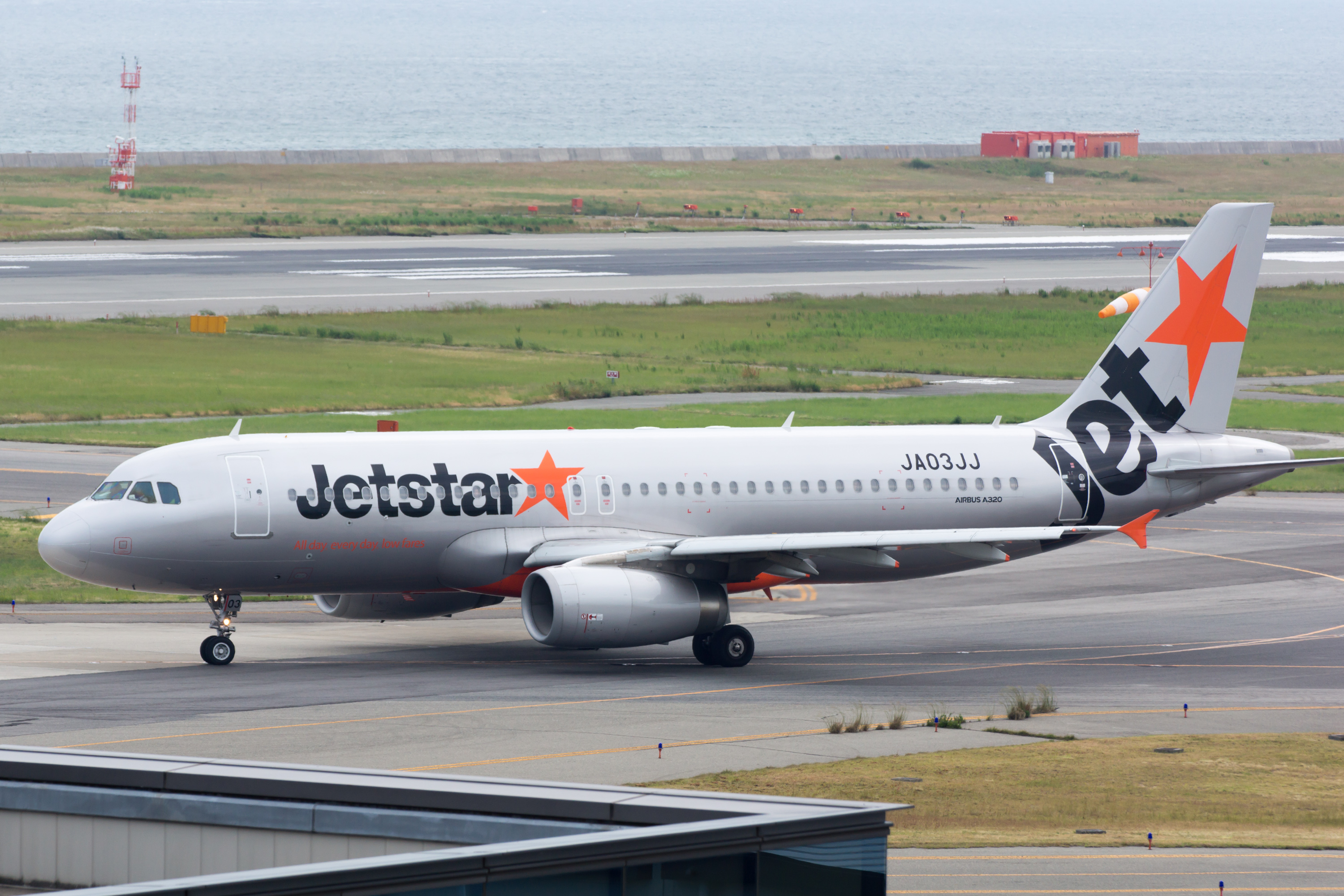
Un Airbus A320-200.

### Flotta attuale
A dicembre 2022 la flotta di Jetstar Japan è così composta:

### Sviluppo
Jetstar Japan ha iniziato le operazioni con tre aeromobili e fino a ottobre 2013 ne aggiungeva un nuovo ogni quattro/sei settimane. La compagnia aerea prevedeva di espandere la sua flotta iniziale di tre Airbus A320 fino a un totale di 24 entro i primi anni di operatività. Tuttavia, a causa dei ritardi nell'apertura della seconda base all'aeroporto Internazionale del Kansai e delle restrizioni imposte alla compagnia dalle autorità giapponesi, ha sospeso l'espansione della sua flotta a diciotto aeromobili, ricominciata nell'ottobre 2014 con due nuovi A320 consegnati prima della fine di quell'anno. Al 2020, Jetstar Japan era arrivata ad avere un totale di 25 Airbus A320-200, nel dicembre dello stesso anno, due esemplari sono stati dismessi. La compagnia è in attesa della consegna di due Airbus A321neo.